# Strmec (Veliko Trgovišće)
 Strmec  falu Horvátországban Krapina-Zagorje megyében. Közigazgatásilag Veliko Trgovišćéhez tartozik.

## Fekvése
Zágrábtól 25 km-re északra, községközpontjától  4 km-re nyugatra Horvát Zagorje területén és a megye délnyugati részén fekszik.

## Története
A település középkori fatemplomának építési ideje ismeretlen, ezt rossz állapota miatt 1771-ben bontották le. Ennek helyére építették fel 1772-ben a ma is álló a Boldogságos Szűz Mária  tiszteletére szentelt templomot. A templomot 1872-ben villámcsapás érte mely után restaurálni kellett.
A településnek 1857-ben 283, 1910-ben 385 lakosa volt. Trianonig Varasd vármegye Klanjeci járásához tartozott.  2001-ben 187 lakosa volt. 

## Nevezetességei
A Boldogságos Szűz Mária tiszteletére szentelt templom mai formájában 1772-ben épült késő barokk stílusban. Hosszúsága 18,5 méter, szélessége 8 méter. Harangtornyának magassága 37 méter, 1998-ban rézlemezekkel fedték be. Legértékesebb kincse a főoltáron álló 1450 körül készített Havas Boldogasszony szobra. A templom egyhajós, a hajó és a szentély mennyezete boltozott. Oltárai és szobrai barokk és gótikus elemeket hordoznak.

## Külső hivatkozások
- Veliko Trgovišće község hivatalos oldala
- A plébánia honlapja